# Altes Palais (Berlin)

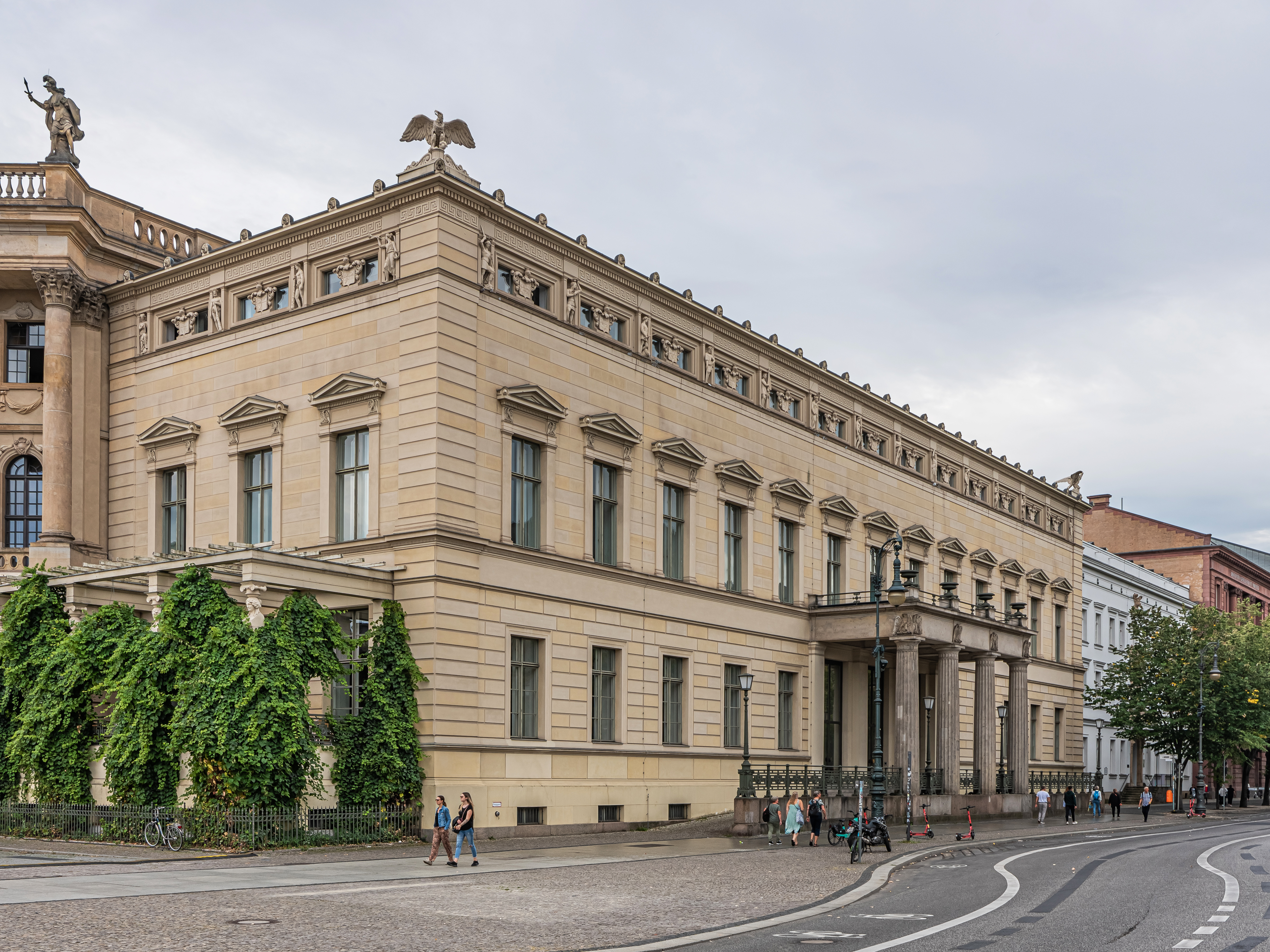
Altes Palais

Das Alte Palais (auch Kaiser-Wilhelm-Palais) ist ein Baudenkmal an der Prachtstraße Unter den Linden 9 im Berliner Ortsteil Mitte und Teil des Forum Fridericianum. Errichtet 1834 bis 1837 von Carl Ferdinand Langhans im Stil des Klassizismus als Wohnsitz für Prinz Wilhelm von Preußen, den späteren Kaiser Wilhelm I., wandelte es sich 1890 zum Museumsgebäude. Im Zweiten Weltkrieg ausgebrannt, wurde das Alte Palais 1963/1964 wiederaufgebaut. Seitdem beheimatet es die Juristische Fakultät der Humboldt-Universität zu Berlin.

## Vorgeschichte und Planung

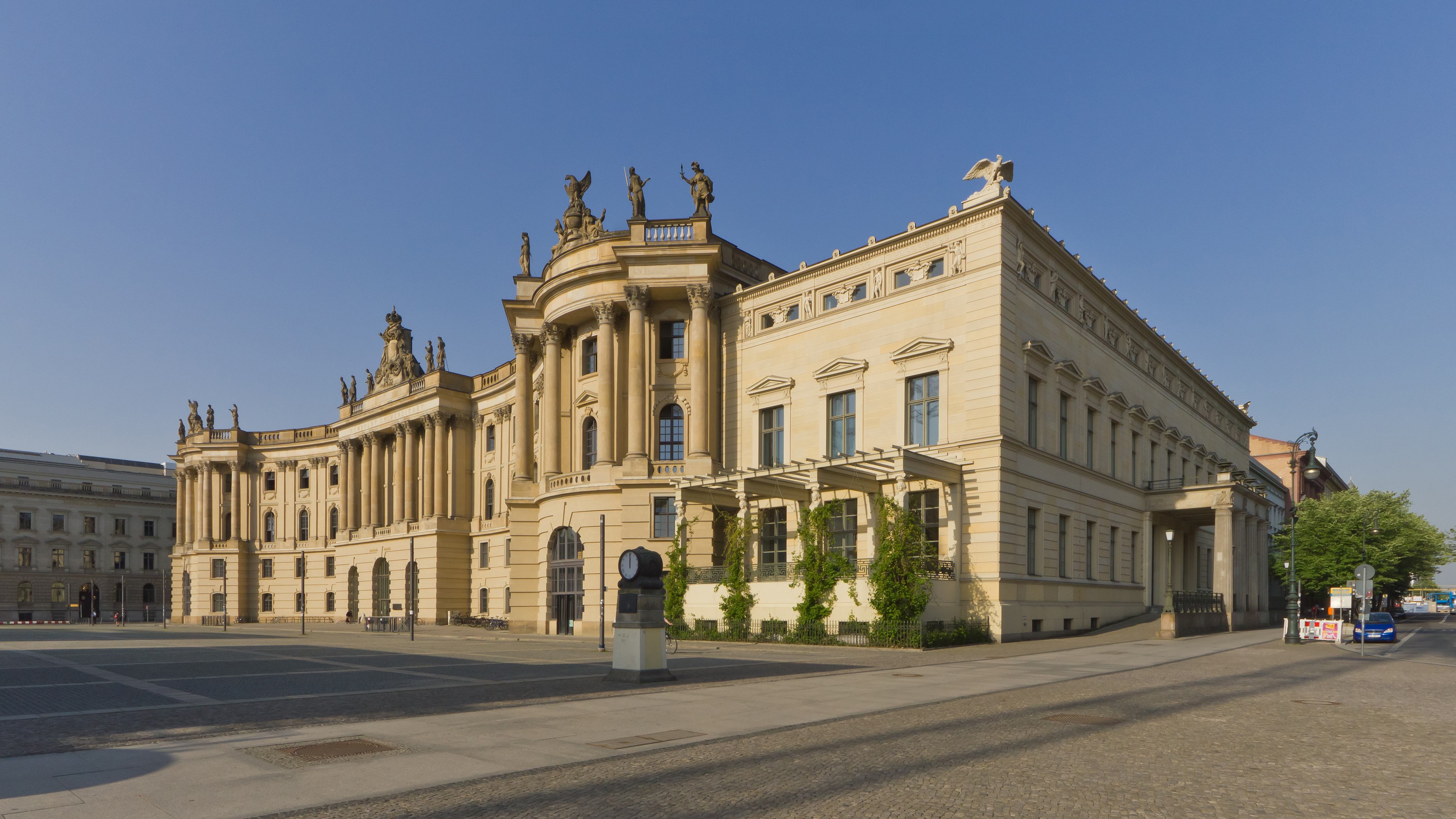
Alte Bibliothek (links) und Altes Palais (rechts) mit der 2008 rekonstruierten Pergola

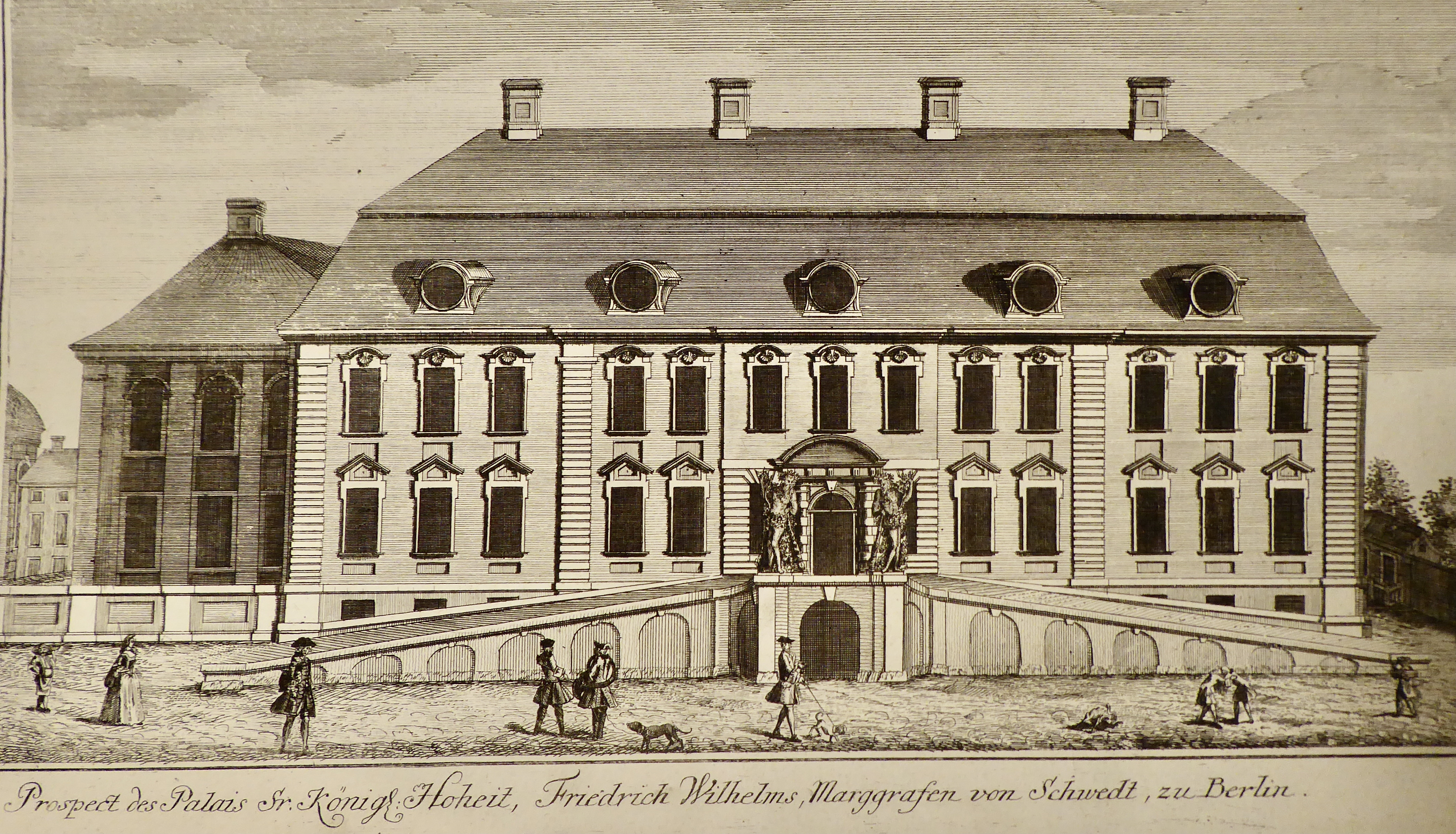
Palais des Markgrafen Friedrich Wilhelm von Brandenburg-Schwedt um 1750

An der Stelle des Alten Palais befand sich zuvor das zwischen 1685 und 1688 erbaute Stadthaus von Ernst Bernhard von Weyler, des Chefs der kurbrandenburgischen Artillerie. Sein Sohn Christian Ernst, der nach Wien zog, verkaufte es an den Markgrafen Philipp Wilhelm von Brandenburg-Schwedt. Dessen Nachfahre Markgraf Friedrich Wilhelm ließ es durch Christian Ludwig Hildebrandt zu einem barocken Palais umbauen. Die Weigerung der Markgrafen, ihr Palais für die Anlage von König Friedrichs II. programmatischem Forum Fridericianum zu veräußern, führte zum Scheitern der ursprünglichen Planungen. Als Friedrich 1774 die Arbeit an einer stark verkleinerten Version seines Forums wieder aufnahm, mussten der Garten und die Rückgebäude des Palais dem Neubau der Königlichen Bibliothek weichen.
Die Erben des Markgrafen Friedrich Wilhelm von Brandenburg-Schwedt verkauften das bis dahin Markgräflich-Schwedtsche Palais genannte Gebäude für 25.000 Taler an Otto Friedrich von Bredow (1726–1799) auf Senzke und Haage. Es ist nicht bekannt, in welchem Jahr Otto Friedrich von Bredow das Palais erwarb.
Im Jahr 1817 erwarb Graf Tauentzien von Wittenberg, Gouverneur von Berlin und Chef des III. Armeekorps das Haus, um es als Wohn- und Dienstsitz zu benutzen. Prinz Wilhelm wurde 1825 sein Nachfolger, bezog das Palais aber erst nach seiner Verheiratung mit Augusta von Sachsen-Weimar-Eisenach im Jahr 1829.
Der preußische Kronprinz Friedrich Wilhelm plante indessen eine Umgestaltung des Friderizianischen Forums zu einer Denkmalsanlage für Friedrich den Großen. Sein Lieblingsarchitekt Karl Friedrich Schinkel beabsichtigte zu diesem Zweck den Abriss der Königlichen Bibliothek und des Markgräflichen Palais zwecks Errichtung eines ausgedehnten zweitürmigen Palastes für Prinz Wilhelm. Dieser war jedoch aus Kostengründen und wegen des seiner Ansicht nach pietätlosen Abrisses der barocken Bibliothek mit dem Plan nicht einverstanden. Er bevorzugte einen wesentlich bescheideneren Entwurf des Breslauer Architekten Carl Ferdinand Langhans. Langhans löste die von Wilhelm gestellte Aufgabe, auf dem beschränkten Grundstück ein repräsentatives Stadtpalais zu errichten, von Schinkel bereitwillig unterstützt, in einer allgemein anerkannten, eleganten Weise.

## Bau und Nutzung

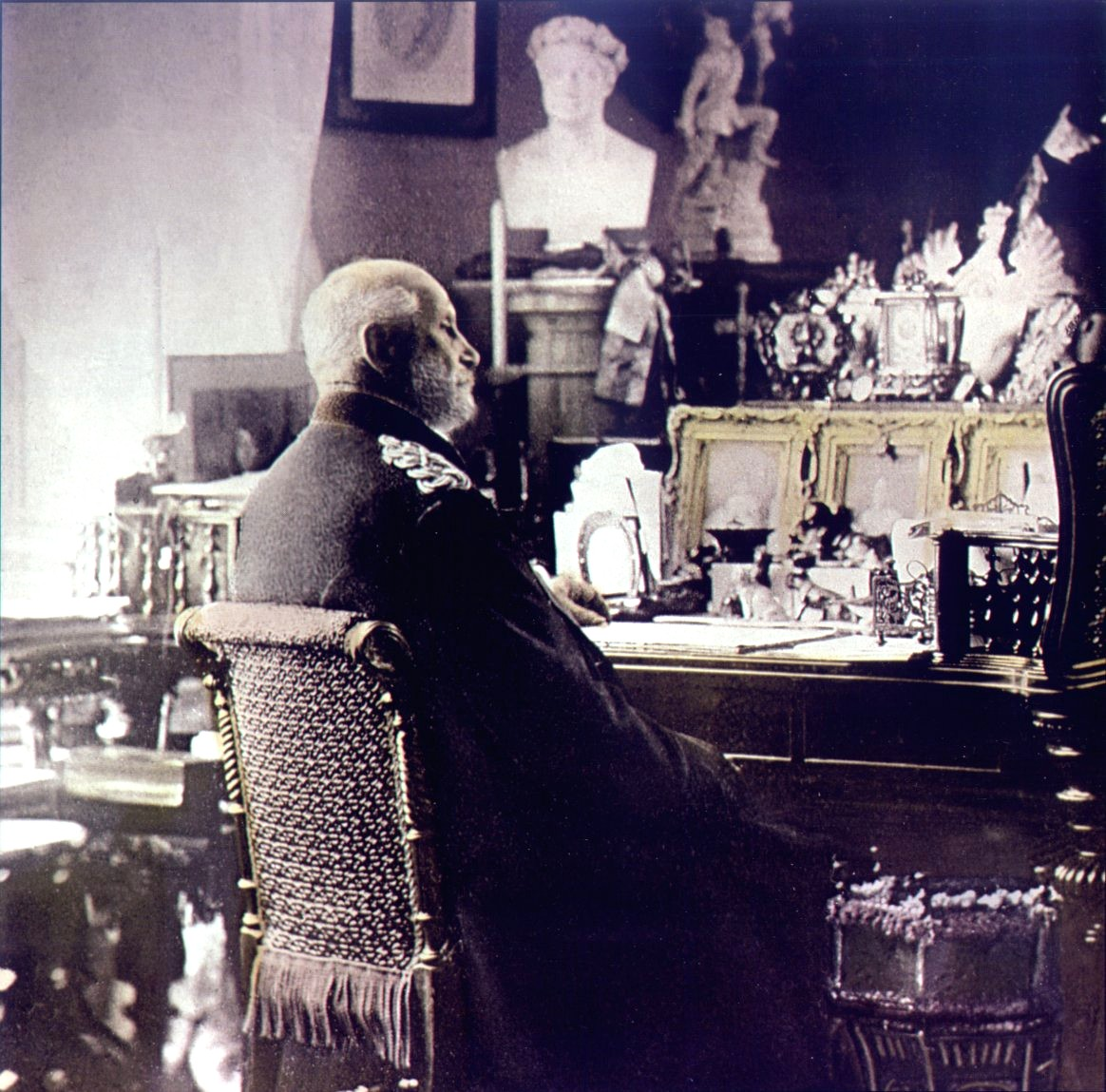
Kaiser Wilhelm I. an seinem Schreibtisch im Palais, 1880

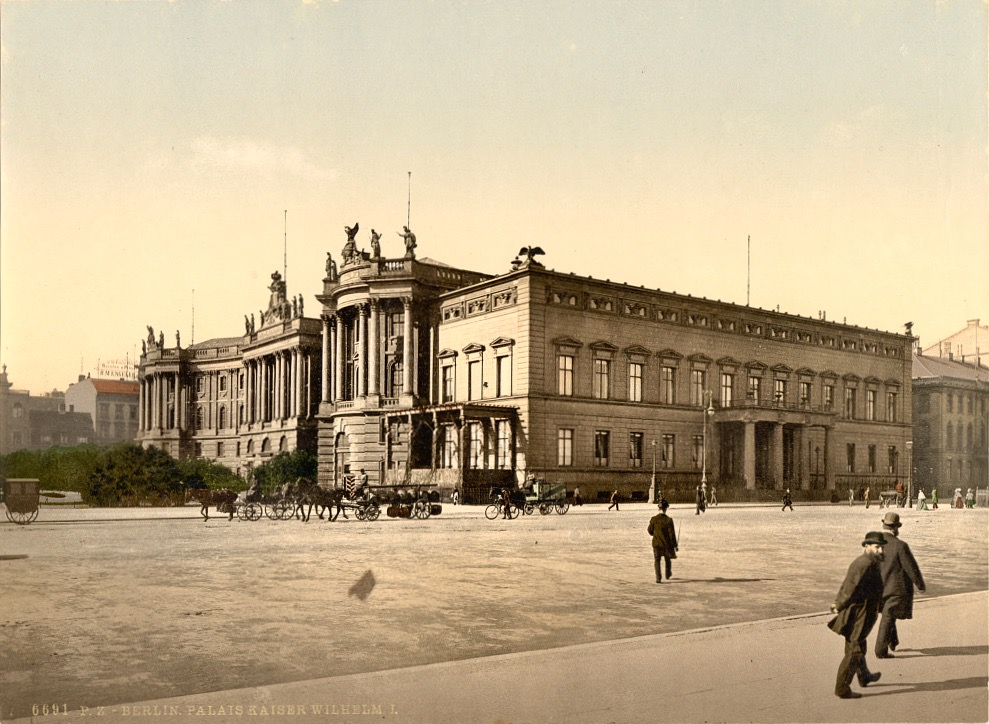
Königliche Bibliothek (links) und Kaiser-Wilhelm-Palais (rechts), um 1900

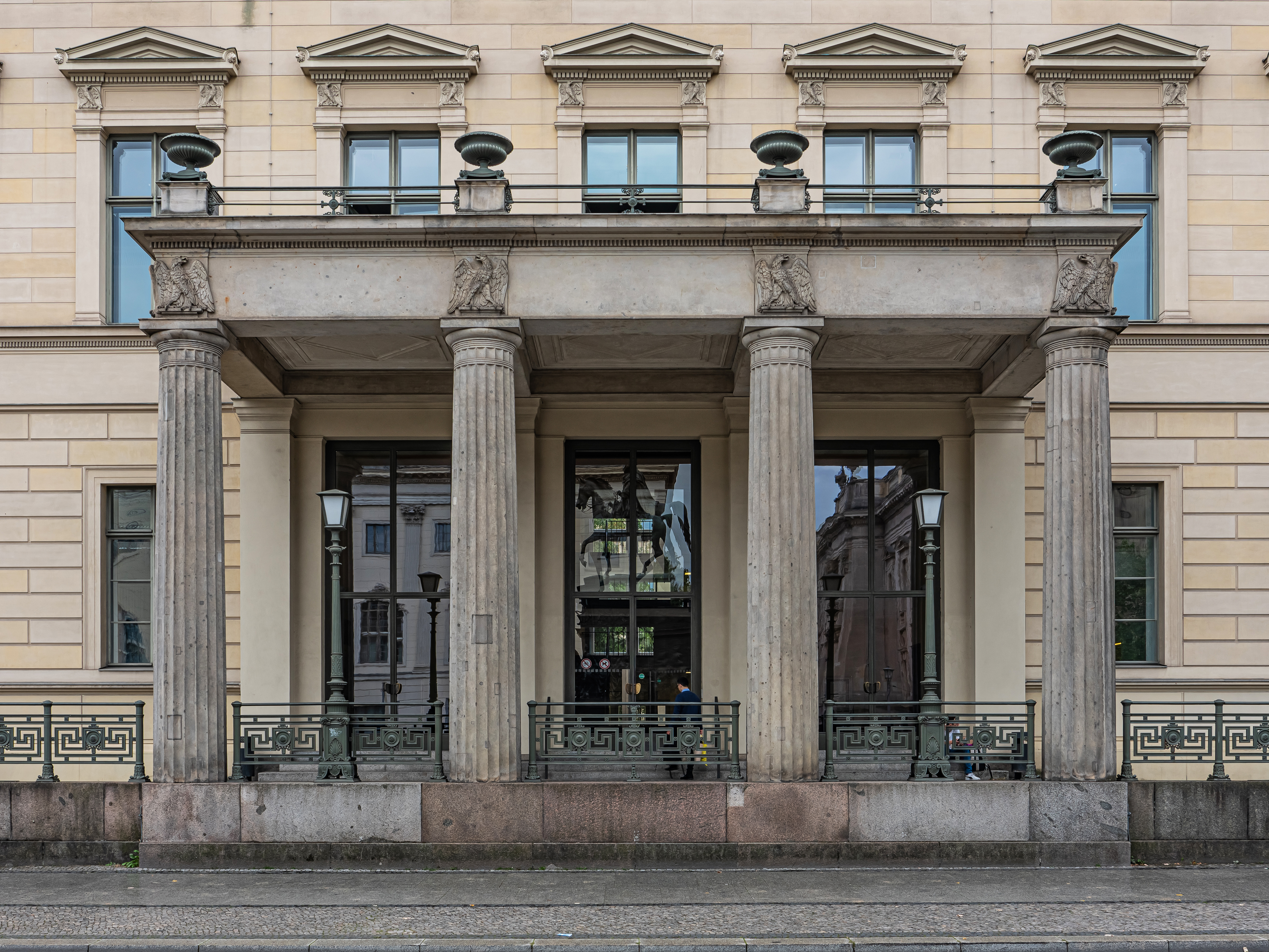
Balkon des Alten Palais, 2023

Nach der feierlichen Grundsteinlegung am 29. Mai 1834 errichtete Langhans das Palais bis 1837. Die griechisch-klassizistische Fassade des Gebäudes besteht aus Putz und Sandstein. Es hat zur Straße 13 Fensterachsen und mittig einen von vier dorischen Säulen getragenen Balkon, der zugleich als überdachte Vorfahrt dient und mit einem Adlerfries verziert ist. Unter dem Balkon führt beidseitig eine gepflasterte Rampe zum Haupteingang. Das Palais ist zwei Stockwerke hoch und besitzt ein Mezzaningeschoss, geschmückt von einem umlaufenden Terrakottafries mit 18 Figuren und 16 Wappenschildern. An den Ecken der Attika fliegen zwei vollplastische Adler auf; die Balkonbrüstung zieren vier Pflanzschalen. Zum Opernplatz hin mit drei Fensterachsen erhielt es eine begrünte Pergola, deren Dach vier Hermen tragen. Die Fenster im Obergeschoss sind mit Dreiecksgiebeln verdacht. Im unteren Stockwerk des linken Gebäudeteils lagen zur Straße und nach hinten zu einem begrünten Innenhof die Wohn- und Arbeitsräume Wilhelms, im oberen diejenigen Augustas, verbunden durch eine intime Wendeltreppe. Im mittleren Teil befanden sich unten das Vestibül, anschließend die repräsentative Haupttreppe und oben der Balkonsaal. Im rechten Teil, der sich als wesentlich längerer Seitenflügel an der Oranischen Gasse (auch: Palaisgasse) bis zur Behrenstraße hinzog, befanden sich Festräume, darunter der große kreisrunde Tanzsaal. Zur Behrenstraße hin lagen um einen zweiten Innenhof Dienst- und Wohnräume des Personals, Pferdeställe und eine Remise. Im Alltagsbetrieb diente der Eingang an der schmalen Oranischen Gasse als Haupteingang und Vorfahrt. Im unteren Stockwerk des rechten Gebäudeteils lagen straßenseitig außerdem die Gemächer von Prinzessin Luise von Preußen, der späteren Großherzogin von Baden.
Das Palais war 50 Jahre lang in den Monaten zwischen dem Ende der Herbstmanöver im Oktober und den Frühjahrsparaden im März der Berliner Wohn- und Amtssitz Wilhelms, der, ab 1840 Prinz von Preußen, 1858 zum Regenten, 1861 zum König von Preußen und 1871 zum Deutschen Kaiser aufstieg. Die Namen des Palais änderten sich entsprechend der Titel seines Bewohners: Zunächst hieß es Palais des Prinzen Wilhelm, ab 1840 Palais des Prinzen von Preußen, ab 1861 Palais des Königs Wilhelm und ab 1871 schließlich Kaiser-Wilhelm-Palais. In den Tagen der Märzrevolution von 1848, als der Volkszorn Wilhelm aus Berlin vertrieben hatte, entging es der Plünderung und Verwüstung, weil Wohlmeinende es zum Nationaleigentum erklärten. In den späten 1850er Jahren wurde es zu einem der wichtigsten Schauplätze des politischen Lebens im preußischen Staat, das 1871 mit der Reichseinigung den Höhepunkt erreichte. In der Regel täglich empfing Wilhelm im Arbeitszimmer den preußischen Ministerpräsidenten und späteren deutschen Reichskanzler Otto von Bismarck. Zugleich war es der Ort, an dem Wilhelm seine Verpflichtungen als Oberhaupt des Hauses Hohenzollern und Angehöriger des europäischen Hochadels wahrnahm. Jeweils am Donnerstag erfüllte Augusta die Räume mit einer Gesellschaft namhafter Künstler und Gelehrter. Heinrich Strack stattete das Gebäude 1854 entsprechend den gesteigerten Repräsentationsansprüchen neu aus. Wilhelm erwarb 1882 das Niederländische Palais als Gästehaus und verband beide Gebäude durch einen verglasten Gang über die Oranische Gasse.
In der Kaiserzeit entwickelte sich das Palais zu einer der bedeutendsten Sehenswürdigkeiten Berlins. Wilhelm erschien stets am straßenseitigen „historischen Eckfenster“ seines Arbeitszimmers ganz links im Erdgeschoss, um mittags den Wachaufzug Unter den Linden an der schräg gegenüberliegenden Neuen Wache zu beobachten. Das regelmäßig wiederkehrende Ereignis fand seit den 1870er Jahren in Reiseführern Erwähnung und lockte zahlreiche Zuschauer an. Es ist überliefert, dass Wilhelm für die Beobachtung des Wachaufzugs sogar eine wichtige Besprechung unterbrach: „Die Wache kommt, da muß ich ans Fenster! Die Leute warten auf meinen Gruß – so steht’s im Baedeker!“ Als unausrottbar gilt die Legende, wonach das Palais kein Badezimmer enthielt, sodass „für Wilhelm auf Wunsch eine Badewanne aus dem gegenüberliegenden Hotel de Rome von zwei Hoteldienern in das Palais getragen werden musste“. Dazu bemerkte der Oberhofbaurat Albert Geyer, es hätte sich von Anfang an ein Wannenbad in der Wohnung Augustas befunden, das Wilhelm über die Wendeltreppe erreichen konnte. Erst 1885 habe Wilhelm ein eigenes Wannenbad erhalten, das er jedoch nicht benutzte.
Unter großer öffentlicher Anteilnahme verstarb Wilhelm I. am 9. März 1888 in seinem Palais. Im Anschluss wurde das Eckfenster für immer verhängt. Nachdem auch Kaiserin Augusta hier zwei Jahre später gestorben war, wurde es als musealer Erinnerungsort an das Kaiserpaar der Öffentlichkeit zugänglich gemacht. Das Haus Hohenzollern behielt es nach dem Vertrag mit dem Freistaat Preußen über die Aufteilung seines Vermögens vom 6. Oktober 1926 im Eigentum. Die Bezeichnung Altes Palais erhielt das Gebäude erst in der Zeit des Nationalsozialismus. Das Landesdenkmalamt Berlin führt es offiziell unter der Bezeichnung Altes Palais (Kaiser-Wilhelm-Palais).

## Historische Innenräume
„Nicht etwa eine zur Schau getragene Pracht, sondern die schöne Anordnung der Räume und deren mit den auserlesensten Kunsterzeugnissen jeder Art erfolgte Veredelung und Idealisierung ruft den überaus anmuthigen Eindruck hervor, welchen das Innere des Kaiserlichen Palais gewährt.“, beschrieb ein Führer von 1890 die historischen Innenräume des Palais. Im Erdgeschoss befanden sich die Gemächer von Kaiser Wilhelm und Prinzessin Luise. Über den Haupteingang an der Prachtstraße Unter den Linden betrat man zuerst das große Untere Vestibül und dann das kleine Obere Vestibül. Von dort aus gelangte man links ins Adjutantenzimmer und in die Gemächer des Kaisers, geradeaus in die Waffenhalle, sowie rechts zur Haupttreppe und in die Gemächer der Prinzessin. Östlich des Unteren Vestibüls, zu den Linden bzw. zum Opernplatz hin, lagen das Empfangszimmer (später: Fahnenzimmer), das Wohnzimmer (Vortragszimmer), das Arbeitszimmer und das Bibliothekszimmer des Kaisers. Hofseitig befanden sich das Schlafzimmer (Sterbezimmer), das Toilettenzimmer (Kleine Kapelle) und das Adjutantenzimmer. Westlich des Unteren Vestibüls, zu den Linden bzw. zur Palaisgasse hin, lagen das Portierzimmer, das Hofmarschallzimmer (Kleines Teezimmer), sowie das Wohnzimmer, das Arbeitszimmer und das Schlafzimmer der Prinzessin. Hofseitig befanden sich die Waffenhalle und das Durchgangszimmer. Daran schlossen sich westlich der Nebeneingang an der Palaisgasse und südlich die Wirtschaftsräume an.

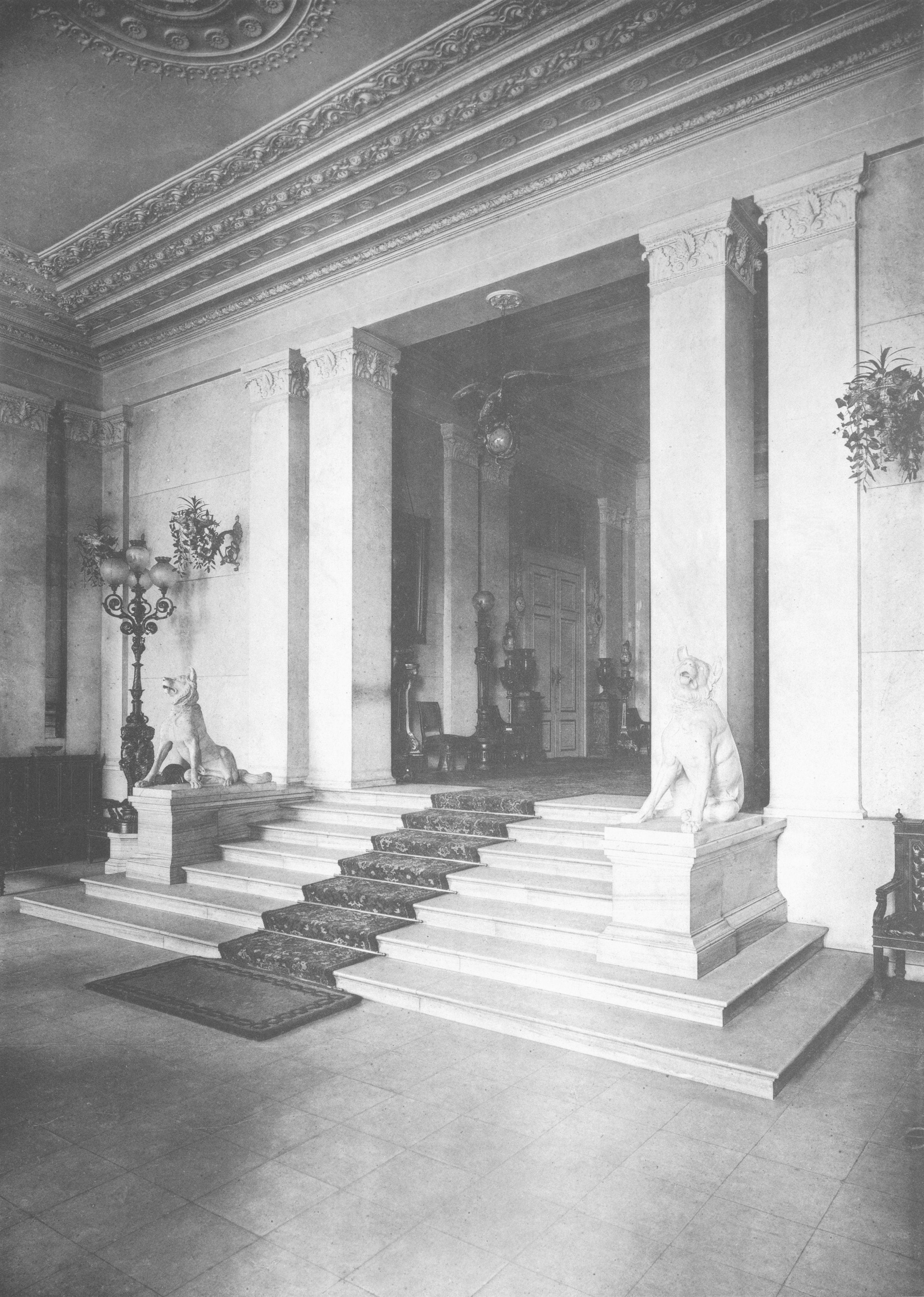
Vestibül
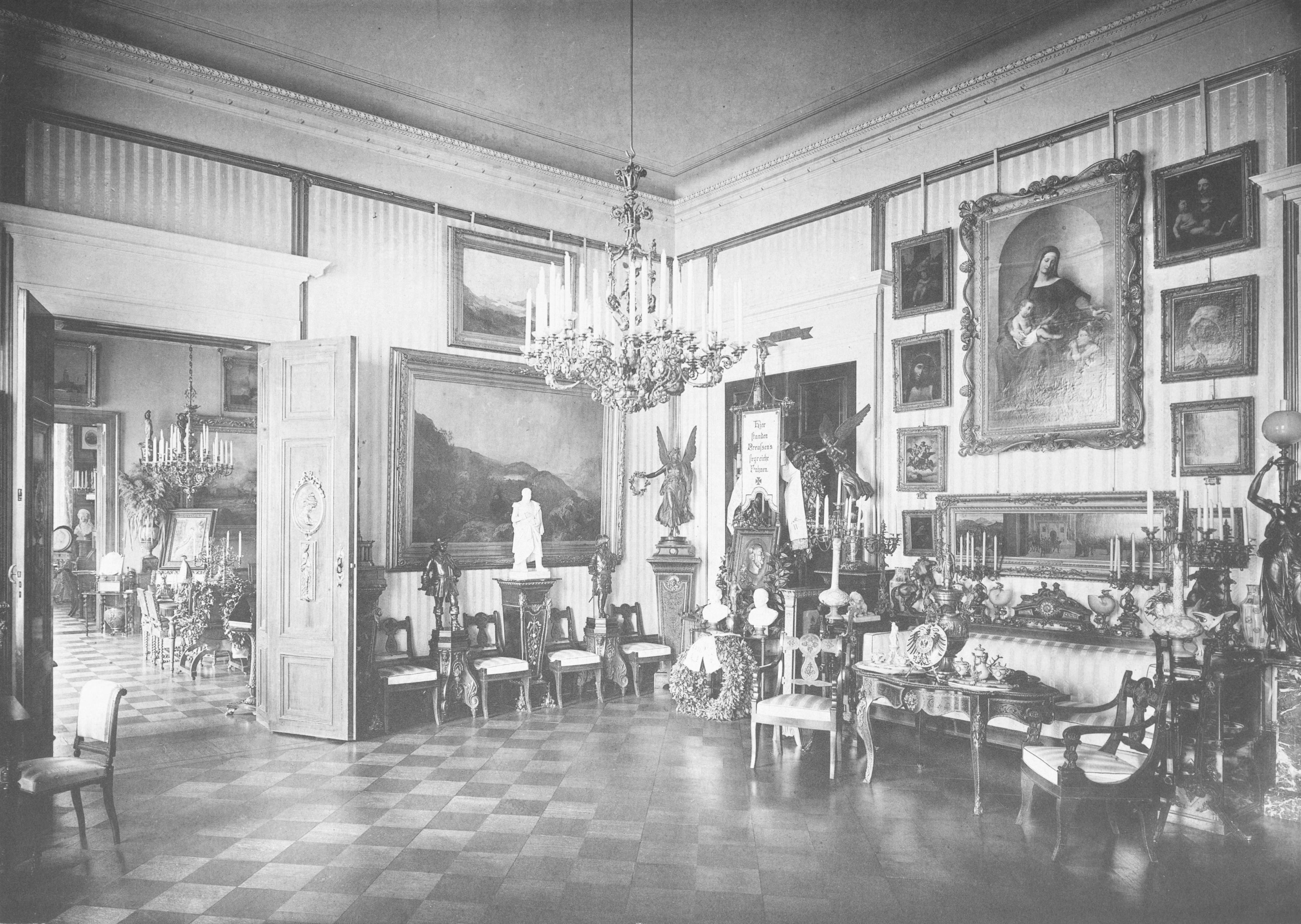
Empfangszimmer
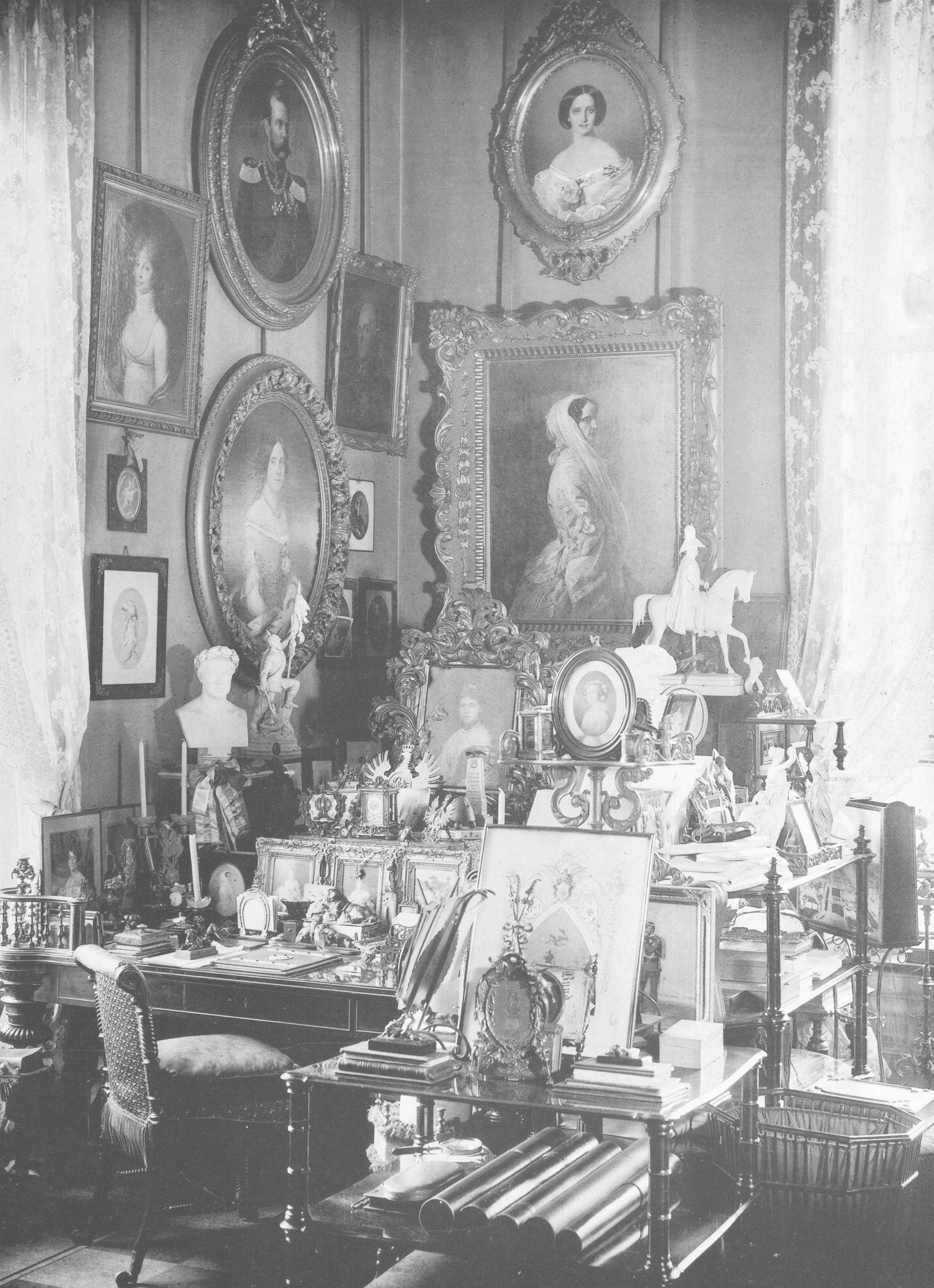
Arbeitstisch Kaiser Wilhelms I.
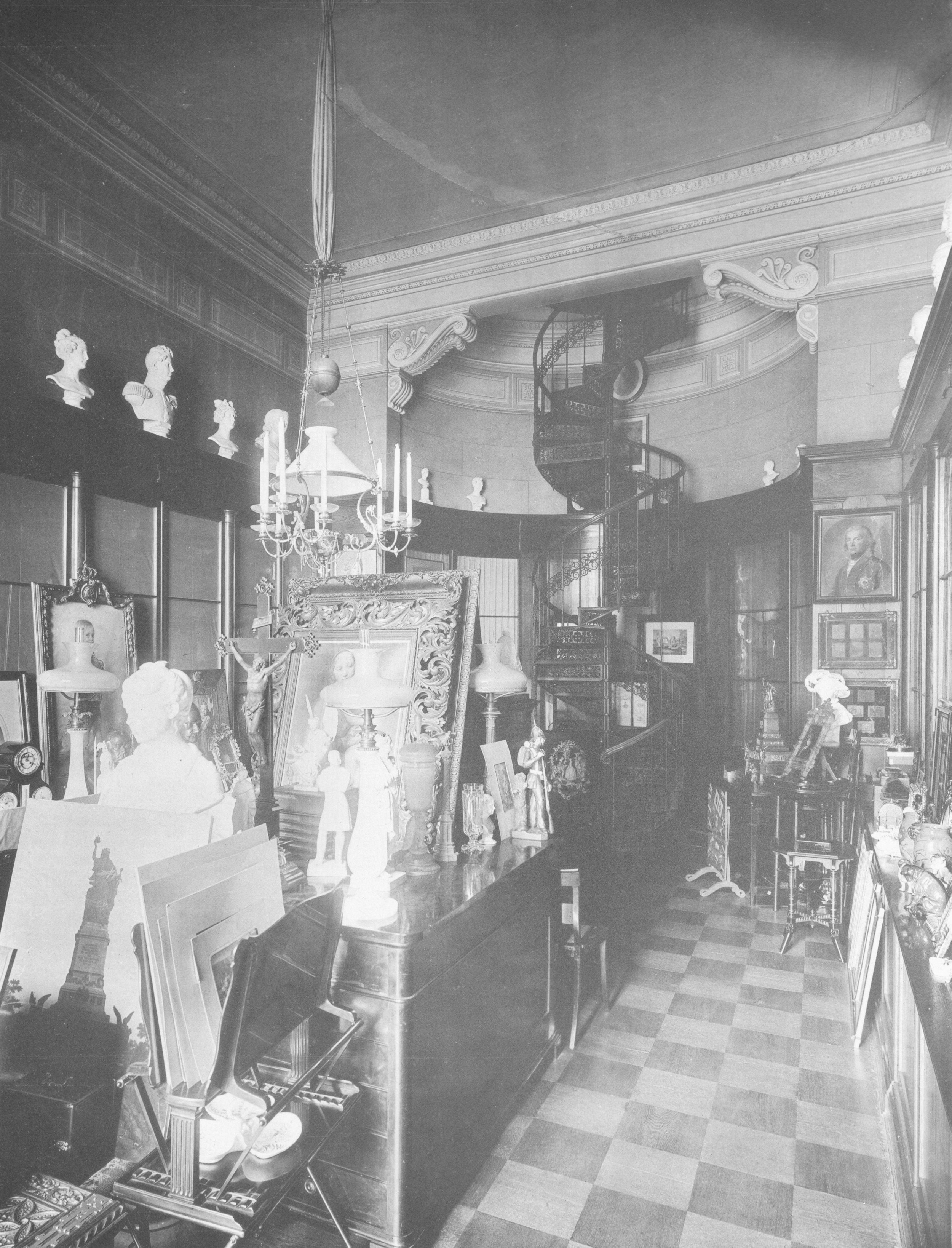
Bibliothekszimmer
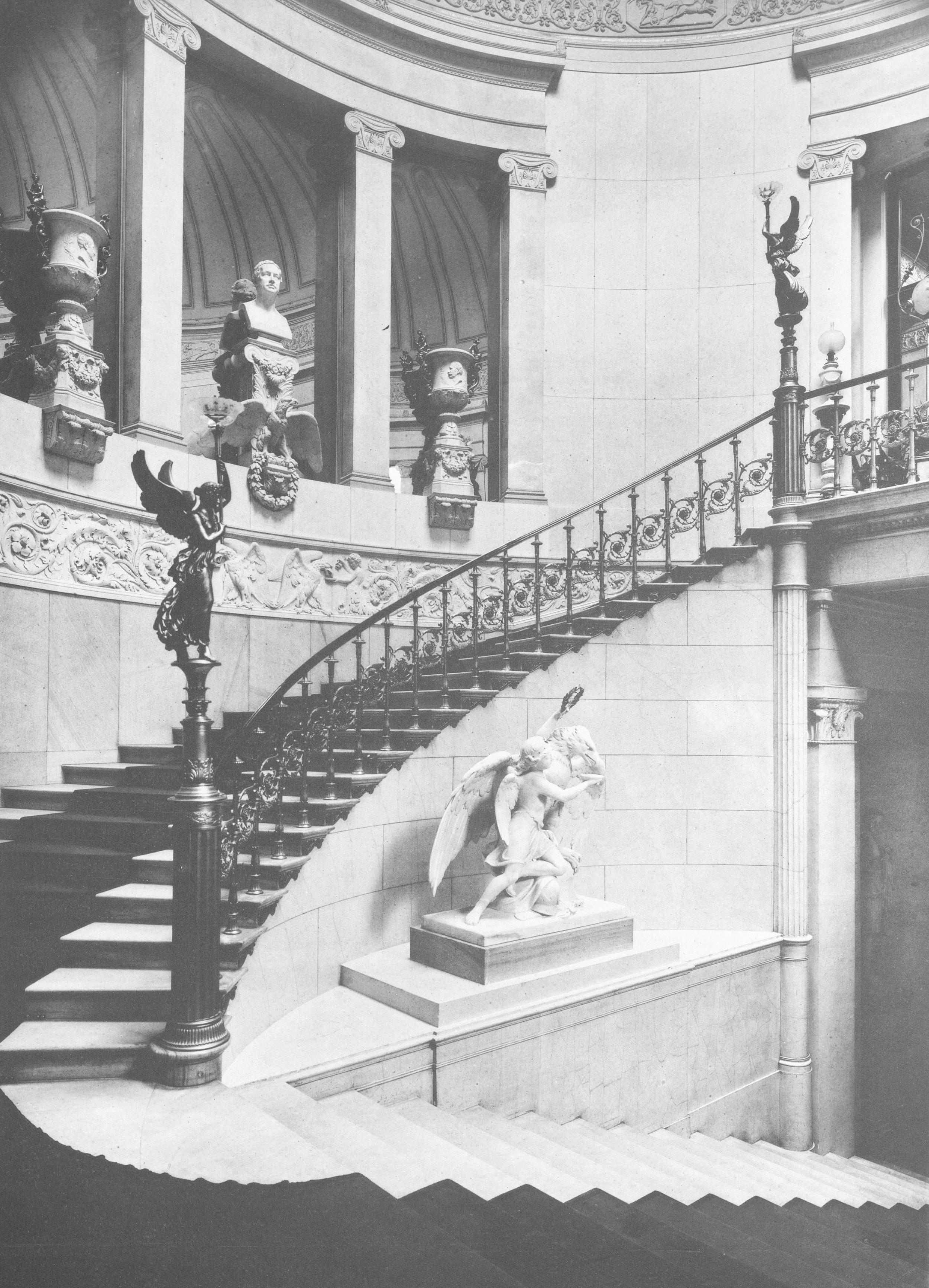
Treppenhaus

„Während die Wohnung des Kaisers durch ihre schlichte, würdige Einfachheit und ihre geschichtliche Bedeutung einen tiefen Eindruck macht, sind die Zimmer der Kaiserin und die Gesellschaftsräume auf das Vornehmste und Eleganteste, mit edelstem Geschmack und mit wahrhaft Königlicher Pracht ausgestattet.“ Über die dreiläufige Haupttreppe, die in einem runden Kuppelraum lag, gelangte man aus dem Oberen Vestibül im Erdgeschoss ins Vorzimmer im Obergeschoss. Dort befanden sich die Gemächer von Kaiserin Augusta und die Gesellschaftsräume. Vom Vorzimmer aus gelangte man links in den Balkonsaal, geradeaus ins Pompejanische Zimmer, und rechts in den Wintergarten. Östlich des Balkonsaals, zu den Linden bzw. zum Opernplatz hin, lagen das Audienzzimmer, das Wohnzimmer, das Arbeitszimmer und das Schlafzimmer (Sterbezimmer) der Kaiserin. Hofseitig befanden sich das Toilettenzimmer, das Kleine Blaue Kabinett (Vorlesezimmer) und das Pompejanische Zimmer. Westlich des Balkonsaals, zu den Linden bzw. zur Palaisgasse hin, lagen das Malachitzimmer und der Kleine Speisesaal. Hofseitig befand sich der Wintergarten. Daran schlossen sich westlich der Runde Saal (Tanzsaal) sowie südlich die Gelbe Galerie, das Chinesische Zimmer, der Große Speisesaal (Adlersaal) und die Wirtschaftsräume an.

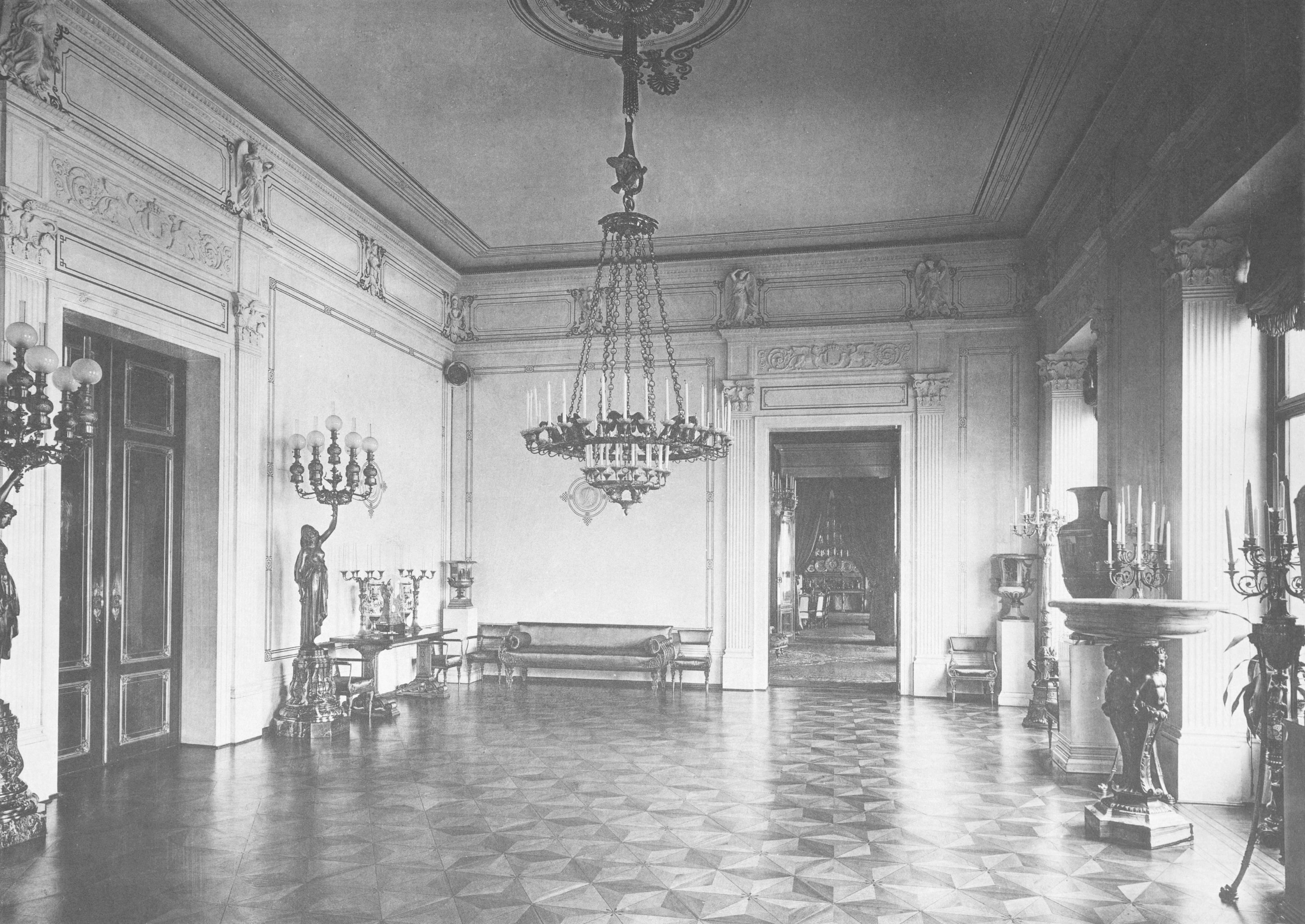
Balkonsaal
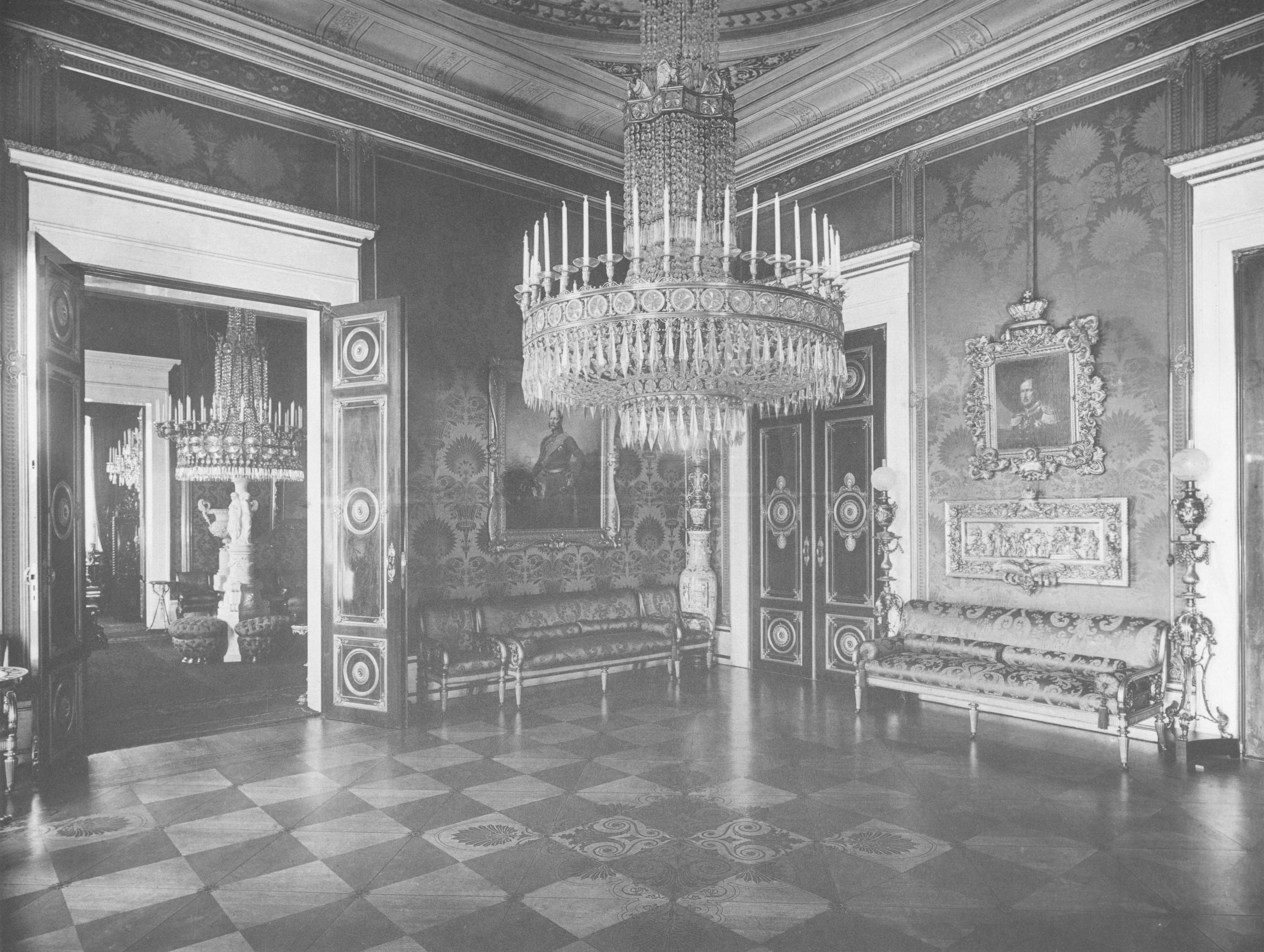
Audienzzimmer Kaiserin Augustas
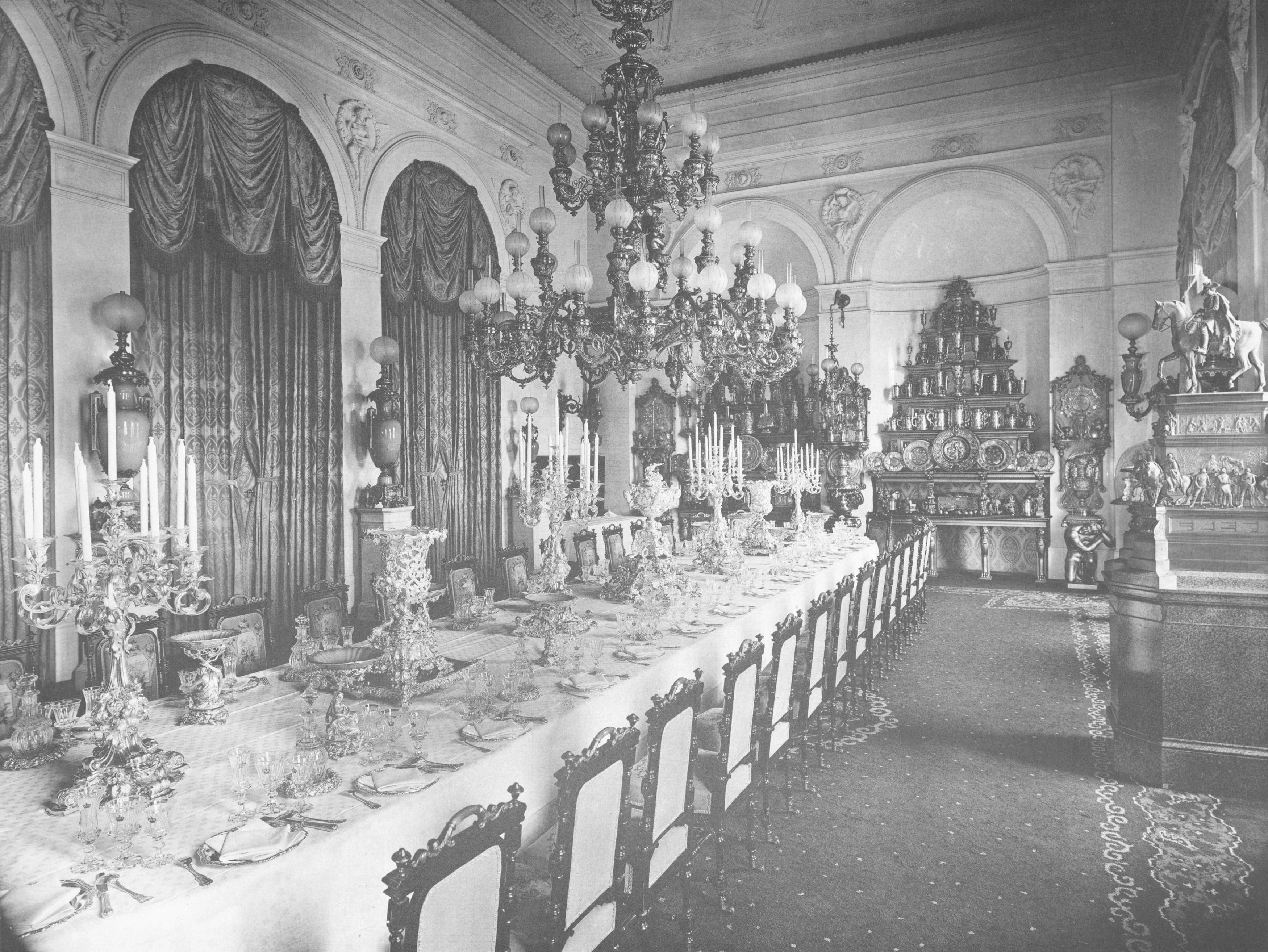
Kleiner Speisesaal
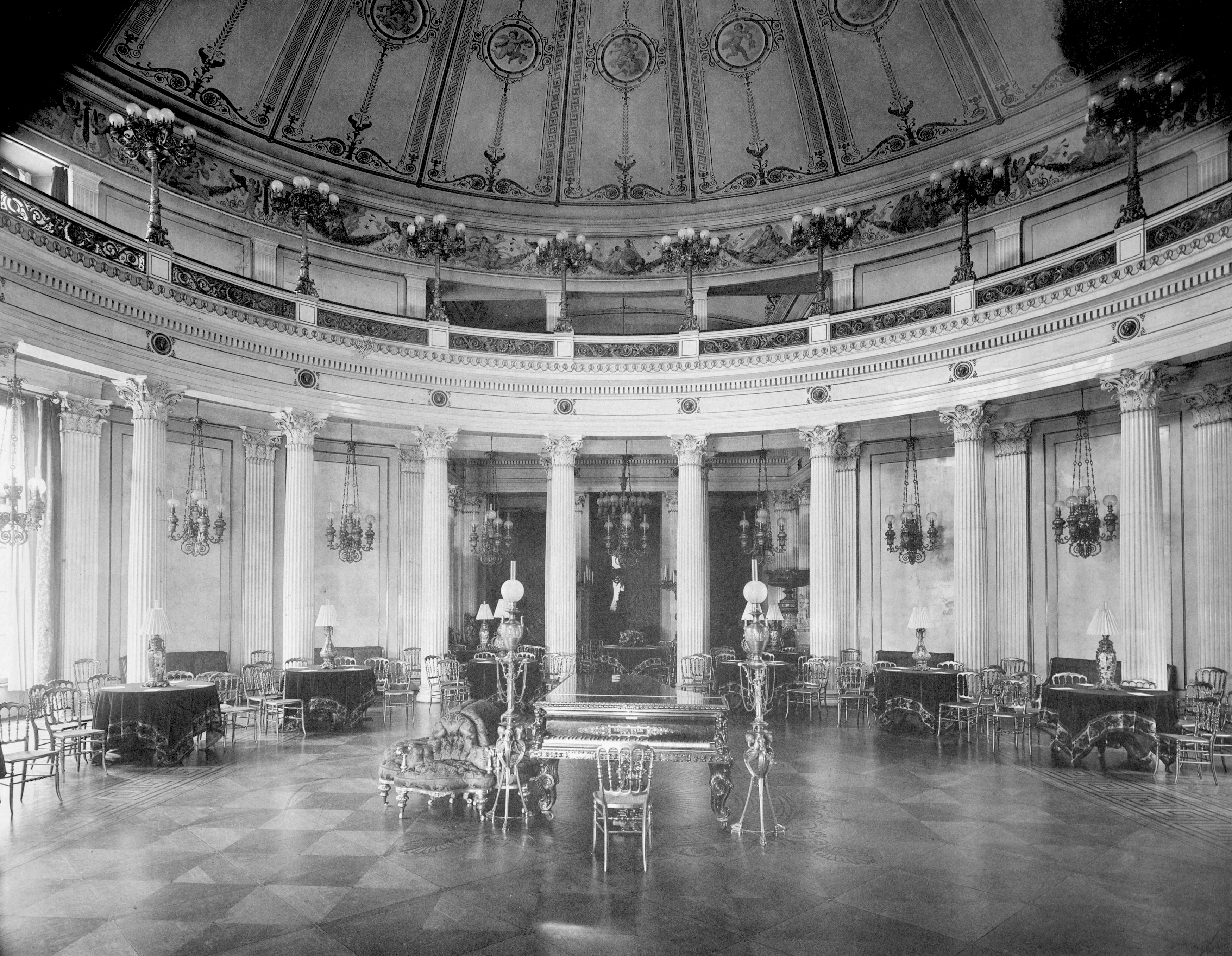
Tanzsaal
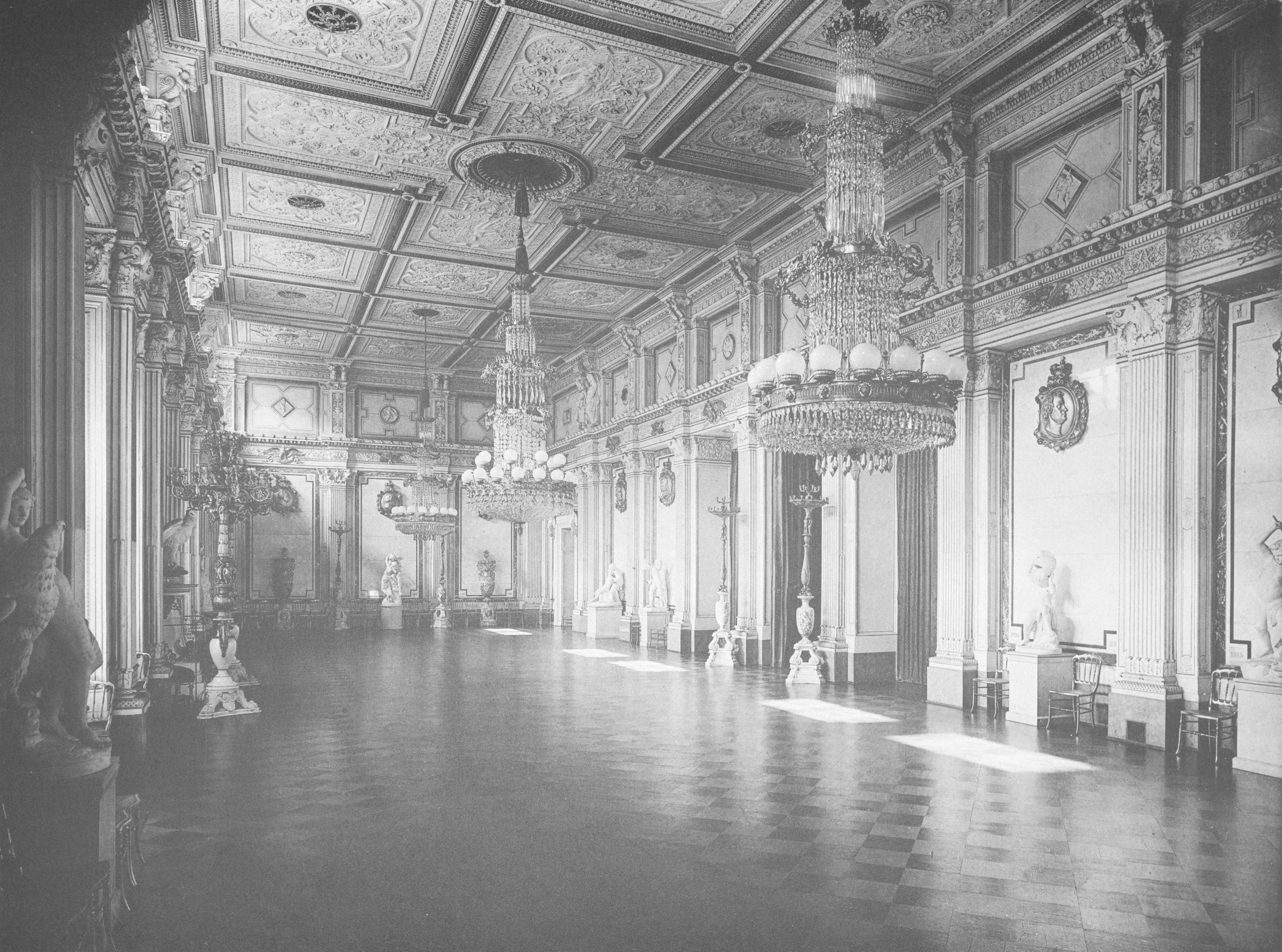
Adlersaal

## Zerstörung und Wiederaufbau

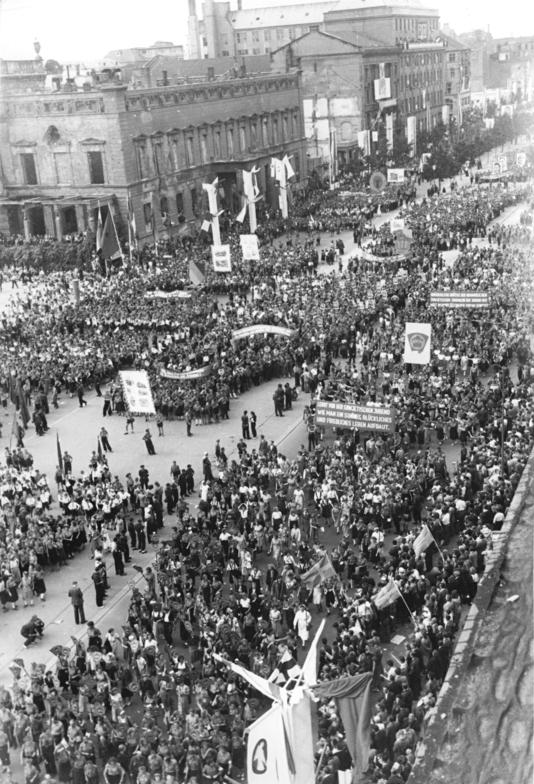
Ruine des Alten Palais (oben links), August 1951

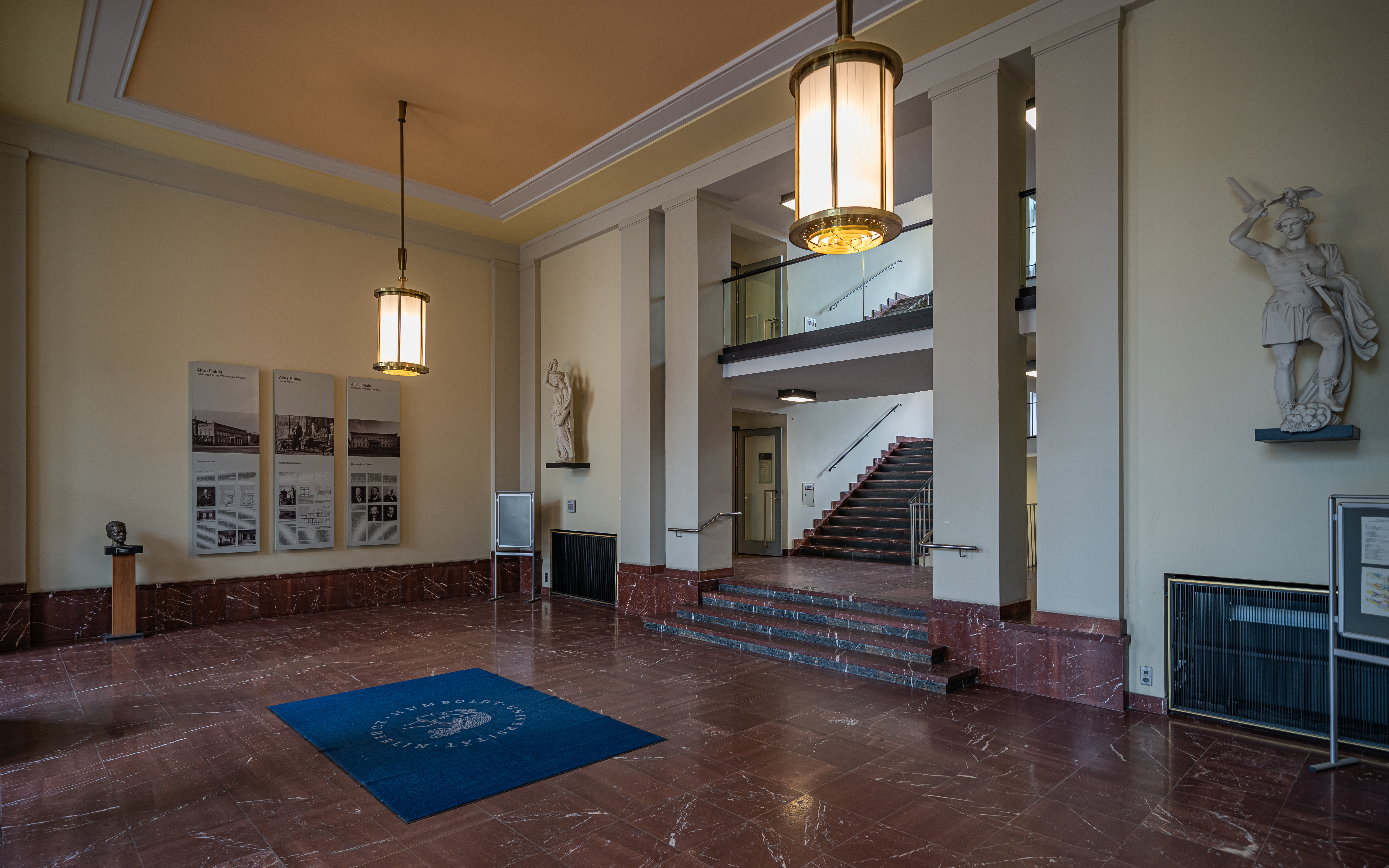
Vestibül des Alten Palais, 2023

Das Innere des Palais brannte 1943 während des Zweiten Weltkriegs nach einem Luftangriff vollständig aus, während die Fassade samt Balkon, Pergola und Figuren weitgehend erhalten blieb. Der im Dezember 1946 im Berliner Schloss veranstalteten Ausstellung Wiedersehen mit Museumsgut sollte nach dem Wunsch Ludwig Justis eine weitere im Alten Palais folgen und bis in die 1950er Jahre war der Wiederaufbau beabsichtigt. Nachdem das Palais 1945 durch die sowjetische Besatzungsmacht entschädigungslos enteignet worden war, verfiel es jedoch zwei Jahrzehnte lang bis auf die Außenmauern.
Zusammen mit der Alten Bibliothek wurde das Alte Palais in den Jahren 1963 bis 1964 nach Plänen und unter Leitung von Fritz Meinhardt wiederaufgebaut und anschließend der Humboldt-Universität zu Berlin übergeben. Meinhardt restaurierte die Straßen- und Platzfassaden des bis auf die tragenden Wände entkernten Palais in den Formen von 1837 bei Veränderung des Grundrisses und teilweise der Raumhöhen. Die Pergola am Opernplatz und die Adler auf den Gebäudeecken, die an die frühere Nutzung als kaiserliche Residenz erinnerten, wurden aus ideologischen Gründen entfernt. Der hintere Gebäudeteil, der die Festsäle und Wirtschaftsräume enthalten hatte, und die Nebengebäude an der Behrenstraße wurden abgerissen und durch Plattenbauten ersetzt. Infolge der Überbauung der Oranischen Gasse mit dem nachgebauten Gouverneurshaus anstelle des zerstörten Niederländischen Palais steht das Alte Palais nach Westen hin nicht mehr frei. Die im Innern modern gestalteten Institutsgebäude, die seit dem Wiederaufbau die Juristische Fakultät der Humboldt-Universität aufnehmen, sind baulich miteinander verbunden.
Zwischen Mai 2003 und August 2005 sanierte die Stiftung Denkmalschutz Berlin das Palais und gab der klassizistischen Fassade die originale Fassung zurück. Bis 2008 war auch die Wiederherstellung der Pergola abgeschlossen. Im Innern befindet sich auf Höhe der Pergola ein archäologisches Fenster, das die bauliche Nahtstelle zur Bibliothek zeigt.